# Бабонго
Бабонго — народность в Центральной Африке, одно из племён пигмеев.

## Общая информация
Бабонго живут во влажных лесах Габона, занимаются в основном охотой и собирательством, и немного земледелием вследствие принудительных изменений в образе жизни.
Поселения бабонго состоят из 6 — 8 хижин, каждая из которых может вместить до 20 человек. Эти жилища строятся из грязи — способ, который бабонго переняли у своих оседлых соседей митсого. Напротив, традиционные жилища, которые называются туди, сооружаются полностью из лесных материалов: основная структура — это изогнутые жерди, накрытые широкими плоскими листьями для защиты от дождя. Такая хижина сооружается за полдня, и очень удобна для кочевого образа жизни лесных охотников.
Центральным сооружением в поселении является хижина мужчин, это важный элемент верований бабонго. Структура хижины отражает части человеческого тела, а завешенная задняя часть хижины сакральна. Сюда могут входить только посвящённые люди — баанзи. Вход в хижину намеренно низок, так что каждому входящему приходится склонять голову.
Бабонго живут почти исключительно за счёт леса. Охота идёт круглый год, хотя в сезон дождей задача облегчается, так как передвижения животных становятся более предсказуемыми. В основном охотой занимаются мужчины, и тактика охоты в различных регионах Габона может различаться. В Латурсвилле и Лебамбе, например, мужчины и женщины охотятся вместе, используя для этого сети.
Мелкая дичь ловится с помощью силков. Лук и стрелы используются для животных размером побольше, наконечники стрел традиционно смазаны ядовитой пастой из семян каких-то стручков. Но сегодня бабонго часто используют ружья, часто заимствуемые (вместе с пулями) у соседних бантуязычных племён в обмен на часть ценной лесной дичи. Это может быть даже горилла или слон, если удастся их найти: популяция этих животных неуклонно снижается.
Женщины выращивают маис, маниок и картофель на небольших расчищенных участках, это ещё один результат влияния соседних племён.

## Религия
Бабонго — носители религии бвити. Это система верований, основанная на приёме коры растения ибога, обладающей мощным психоактивным компонентом ибогаин. Приём ибоги сопровождается длительными церемониями с танцами, пениями и ритуальным омовением на третий-четвёртый день. Именно прошедший обряд инициации бвити становится настоящим мужчиной — баанзи («тем, кто видел другое») с правом пребывания в хижине мужчин. Видения первопредков и получение от них указаний является важной частью опыта инициируемого.
Бабонго верят, что они были первыми людьми на земле. Их лес — это также и место, где обитают Макои — духи, могущие быть злыми и милостивыми одновременно. Их можно вызывать из лесу барабанным боем, и духов нужно умиротворять на каждом шагу: для каждого действия есть свой ритуал и бесчисленные формы церемоний.
Например, когда кто-то умирает, его дух, по верованиям бабонго, будет оставаться в деревне и тревожить жителей, поэтому деревня нуждается в очищении. Это делается посредством барабанного боя, танцев и пения. Женщины омывают тело в хижине умершего и заворачивают его в одежду. Затем мужчины несут его на кладбище в лес для захоронения. Женщины разрисовывают лица белой глиной как символ очищения, и танцами и пениями умиротворяют дух умершего. После трёх дней и трёх ночей плача похороны завершаются.

## Бабонго среди других племён
Бабонго окружены бантуязычными соседями, многие из которых считают их ненамного лучше животных. В основном они свободны от формальностей: без документов, они сохраняют собственные традиции и органы управления. У них те же гражданские права, что и у других габонцев, но в политической жизни страны их роль невелика. Мало того; наблюдатели ЮНИСЕФ обнаружили, что некоторые группы бабонго в северо-восточной части страны практически стали рабами банту: дети бабонго объявляются «собственностью» их хозяев. Правительство же этим вопросом не занимается.
При этом всём бабонго имеют репутацию сильных колдунов, и своим знанием леса внушают уважение народам банту.
Государство и соседние племена относятся к бабонго как к людям второго сорта. В результате государственных программ переселения большинство бабонго было поселено в деревни вдоль главных транспортных дорог. Вне леса бабонго оказываются на дне общества, дискриминируемые их соседями и без широкого доступа к образованию, трудоустройству и медицинской помощи. В лесу же бабонго чувствуют себя вполне хорошо и могут прокормить себя сами.
В 2002 году 26 тысяч квадратных километров лесов Габона указом президента было превращено в национальные парки, чтобы поощрить развитие экотуризма. Это могло оказаться полезной возможностью трудоустройства для бабонго, как в смысле лесных проводников, так и в смысле торговли ибогой, но как обстоят дела сейчас, неизвестно.